# 國際臨床語音學及語言學協會
國際臨床語音學及語言學協會（英語：International Clinical Phonetics and Linguistics Association，縮寫：ICPLA）是一個致力於言語障礙和構音障礙研究的國際學術協會，成立於1991年。該協會每兩年舉行一次會議。該協會的官方期刊是《臨床語言學和語音學》，自1987年以來由Informa Healthcare出版。它自2007年成為定期出版的月刊。